# Limnonectes macrodon
The Fanged River Frog, Javan Giant Frog, Malaya Wart Frog, or Stone Creek Frog (Limnonectes macrodon) es una especie de anfibio anuro del género Limnonectes de la familia Dicroglossidae.

## Distribución geográfica
Es originaria de Indonesia.